# Guillermo Díaz
Guillermo José Díaz González (San Juan, 4 marzo 1985) è un cestista portoricano naturalizzato georgiano.

## Carriera
È stato selezionato dai Los Angeles Clippers come 52ª scelta, (quindi al secondo giro) del Draft NBA 2006. Non ha però giocato subito nella NBA: prima di esordirvi ha trascorso una stagione nella Repubblica Ceca, nelle file del Nymburk. L'anno dopo ha giocato nel Campionato greco, con l'Olympiada Patrasso, e negli Anaheim Arsenal, squadra della NBA Development League, dove ha vinto anche uno Slam Dunk Contest. È stato richiamato per un breve periodo di tempo dai Clippers, ma non ha tuttavia trovato spazio e dunque il 6 marzo 2008 è stato ufficialmente acquistato dalla Pepsi JuveCaserta, militante nel Campionato di Legadue.
In Italia è stato subito apprezzato per le sue grandi doti tecniche, il suo ottimo ball-handing, le sue ottime penetrazioni conclusesi talvolta con gesti spettacolari quali sottomano e schiacciate. Dopo qualche delusione nel campionato, il portoricano è esploso nei playoff alzando la sua media punti (14,5 a gara), rivelandosi anche un ottimo assistman ed andando a formare con Childress una delle coppie migliori della Legadue. La Juvecaserta ha concluso i play-off con la promozione in A1 battendo in finale 3-1 l'Aurora Basket Jesi.
Nel 2008 prolunga il contratto che lo lega alla società casertana che gli offre così la possibilità di disputare il massimo campionato italiano. L'esordio di Díaz in serie A avviene sul difficile campo di Roma, tra le favorite per la vittoria finale; il portoricano segna 26 punti e Caserta arriva ad un passo dall'espugnare il PalaLottomatica, arrendendosi solo dopo un supplementare. Guillermo si presenta comunque come un realizzatore di assoluto livello anche per la serie A, contribuendo (malgrado un infortunio nelle ultime partite del girone di andata) al raggiungimento della permanenza in serie A per la JuveCaserta.
Dal febbraio 2009 sino al giugno 2010 resta a giocare in Serie A, ma con il Biella.
Nella stagione 2010-11 fa parte del roster della Victoria Libertas Pesaro.

## Palmarès
- Coppa della Repubblica Ceca: 1

ČEZ Nymburk: 2007

## Curiosità
In giovane età faceva parte della nazionale di pallavolo di Porto Rico.